# Buckner, Arkansas
Buckner là một thành phố thuộc quận Lafayette, tiểu bang Arkansas, Hoa Kỳ. Năm 2010, dân số của thành phố này là 275 người.

## Dân số
- Dân số năm 2000: 396 người.
- Dân số năm 2010: 275 người.